# Ste-Marie (Eaubonne)

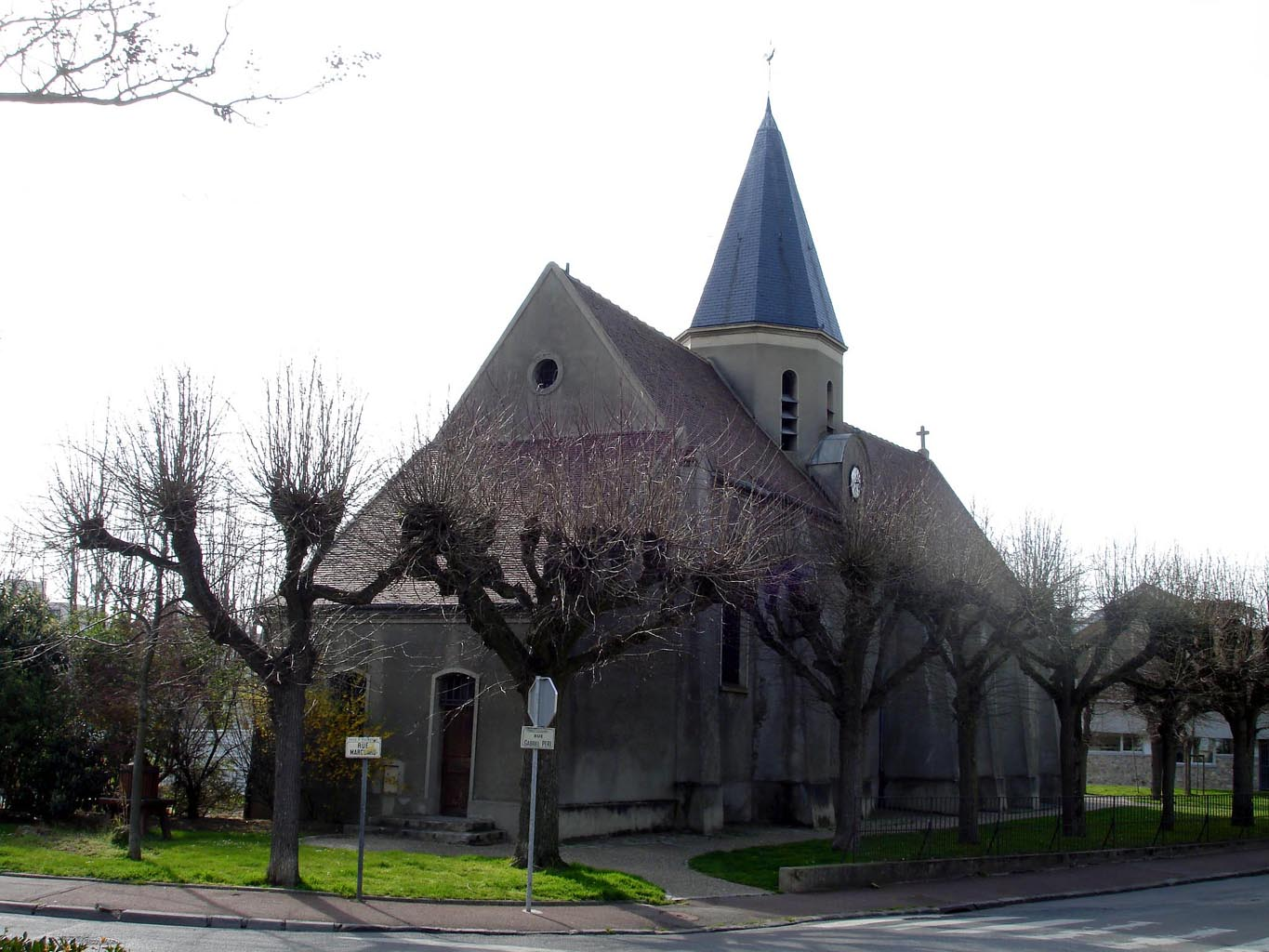
Kirche Ste-Marie d’Eaubonne

Ste-Marie auf einem Gemälde von Arthur Sénéry-Besnard

Die Kirche Sainte-Marie d’Eaubonne im französischen Département Val-d’Oise ist ein römisch-katholischer Sakralbau.

## Geschichte der Pfarrei
Sainte-Marie war ursprünglich die Pfarrkirche der Gemeinde Eaubonne. Nach der Vereinigung der Pfarrei mit der von Soisy 1809 wurde die Kirche zur Kapelle zurückgestuft. Seit 1847 trug sie den Namen Notre-Dame de l’Assomption. Auf Beschluss des Rates Napoleons III. wurde Eaubonne 1859 wieder zur Pfarrei erhoben, nach der Weihe der Église du Sacré-Cœur in Eaubonne (Rue d’Estienne d’Orves, 1933) aber erneut zur Kapelle herabgestuft. Nach dem Bau der modernen Kirche Notre-Dame de l’Assomption an der Avenue Matlock (1970) erhielt sie den Namen Église Sainte-Marie. Bis etwa 1985 fanden noch Katechetentreffen und Feiern für Jugendliche statt. Von 1985 bis 1990 diente das Gebäude als Abstellraum. Seit der Restaurierung 1990/91 wird es auch wieder für Gottesdienste genutzt.

## Baugeschichte und -beschreibung
Der ursprüngliche Kirchenbau stammt wohl aus dem 12./13. Jahrhundert. Das angebliche Gründungsdatum 1180 ist nicht gesichert. 1756 wurde das Kirchenschiff umgestaltet. Der das Gebäude umgebende Friedhof wurde 1847 aufgelassen und an seinen heutigen Standort verlegt. 1852 wurde die unmittelbar angrenzenden Pfarrgebäude wegen Baufälligkeit abgebrochen.
Das Gebäude besteht aus einem einschiffigen, dreijochigen Langhaus mit Vorhalle und einem langgestreckten Chor. Der oktogonale Turm mit verschiefertem Spitzhelm erhebt sich über der Verbindung von Schiff und Chorraum.
Zur Ausstattung gehört ein Hochaltar mit Altarbild des 18. Jahrhunderts.